# Hans von Sagan

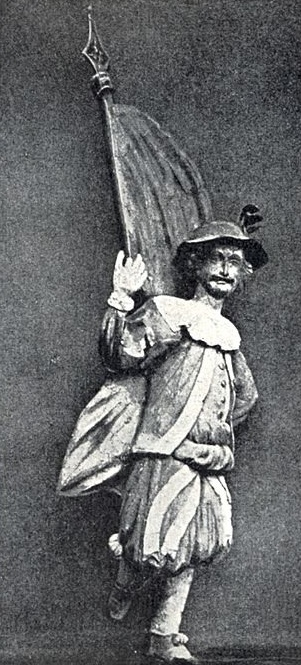
Ehemalige Statue Hans Sagans in Kneiphof

Hans Sagan ist ein in der Sage überlieferter Schuhmachergeselle im alten Königsberg.

## Überlieferung
Durch seine Tapferkeit soll Hans Sagan die Schlacht bei Rudau in den Litauerkriegen im Jahr 1370 zugunsten des Deutschen Ordens entschieden haben. Dafür sei er von Kaiser Karl IV. (oder vom Hochmeister des Deutschen Ordens) zum Altgesellen befördert und geadelt worden. Er ist Hauptfigur der Sage Der blaue Ärmel in den Deutschen Sagen des Ludwig Bechstein und eine der Hauptpersonen in der dramatischen Dichtung Die Schlacht von Rudau von Agnes Miegel. Er wird auch im Schustergesellenlied von Max von Schenkendorf aus dem Jahr 1813 besungen.  Verknüpft wird diese Geschichte auch mit der Gründung eines traditionellen Festessens in der Königsberger Altstadt, dem sogenannten „Schmeckbier“. Noch Kurfürst Georg Wilhelm von Brandenburg soll es als Herrenpartie beibehalten haben.
Wie der Meistersinger Hans Sachs, der Mystiker Jakob Böhme und der Heilige Crispinus von Viterbo gehört Hans von Sagan zu den historischen Identifikationsfiguren des Berufsstandes.

## Erinnerung
Im Rosenwinkel des Kneiphofs befand sich ein nachweislich bereits 1614 erneuertes Gemälde, welches die Schlacht bei Rudau und insbesondere Hans von Sagan darstellte. Dazu ergänzend existierte eine Tafel mit einem die Taten und Ehrung Sagans verherrlichendem Text:

„Ob wol der Orden das Preussenland
 vertreten hat ist fast bekandt,
 denn da der Pohl das land drang hart,
 vom Orden es beschützet ward,
 und ob der Pohl nam uberhandt,
 der Orden schon zur flucht sich wandt,
 hat doch erwischt die Cneiphöffische Fahn,
 ein Schuchknecht gar ein streitbar Mann,
 daher das glück und Sieg zuhandt
 auffs Ordens seit sich hat gewandt.
 Deswegen Gott zu dancken ist,
 und Hans von Sagen zu der frist,
 der von der Hohen Obrigkeit
 das Smeckbier begehrt zu ewiger Zeit,
 auf Himmelfart zu besonder ehr,
 Stadt Kneiphoff sonst keiner mehr
 solches Mann bey Mann sol trincken aus,
 mit fried auff den Fürstlichen hauss
 und obs bisher was ist verschoben
 ist es darumb nicht gar aufgehoben.
 Wenn dann mit gut und blut verfecht
 die alten ihre Freiheit und recht
 und solches haben mit grosser macht
 auff ihre Posteritet gebracht,
 ist ihnen zu ehren aufgericht
 durchs malers Kunst diese geschicht
 damit zu ewiger danckbarkeit
 ihr mänlich that werd ausgebreit,
 und ihr nachkommen gleicher weiß
 trachten nach tugendt ehrend preiß.
       Renoviret Anno 1614“

Später wurde Hans von Sagan zu Ehren ebenfalls im Kneiphof ein Denkmal gesetzt. Dieses wurde als so unästhetisch erachtet, dass es noch in den 1930er Jahren ein geflügeltes Wort gab, nach dem jemand „hässlich wie Hans von Sagan“ sei. Ein weiteres Standbild von Carl Steinhäuser ist am Hans-Sachs-Haus in Bremen zu finden. In Königsberg gab es eine Hans-Sagan-Straße, die die Stresemannstraße mit der Samitter Allee verband. Das Krämer-Tor der Fortifikationsbauten Königsberg trug ein Standbild Sagans; es wurde 1752 abgebrochen.

## Zunftzeichen

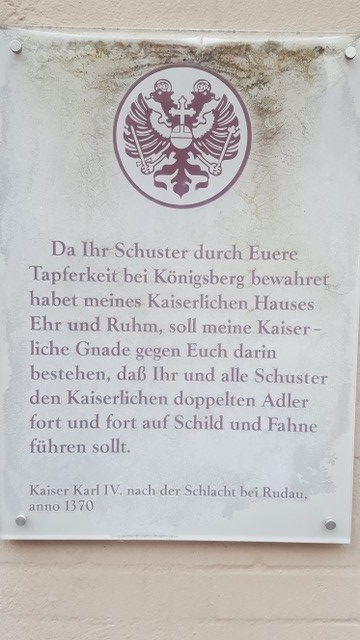
Tafel an einer Schuhmacherwerkstatt in Lüneburg

In den Zunftlegenden der Schuhmacher wird mit der Sage von Hans von Sagan die Tatsache begründet, dass ihr Zunftzeichen in Deutschland nicht ein typisches Werkzeug des Handwerks oder das Produkt als Symbol trägt, sondern angeblich aufgrund eines kaiserlichen Gnadenakts den doppelköpfigen Reichsadler.